# Aloe cameronii
Aloe cameronii är en grästrädsväxtart som beskrevs av William Botting Hemsley. Aloe cameronii ingår i släktet Aloe och familjen grästrädsväxter.

## Underarter
Arten delas in i följande underarter:
- A. c. bondana
- A. c. cameronii
- A. c. dedzana

## Bildgalleri

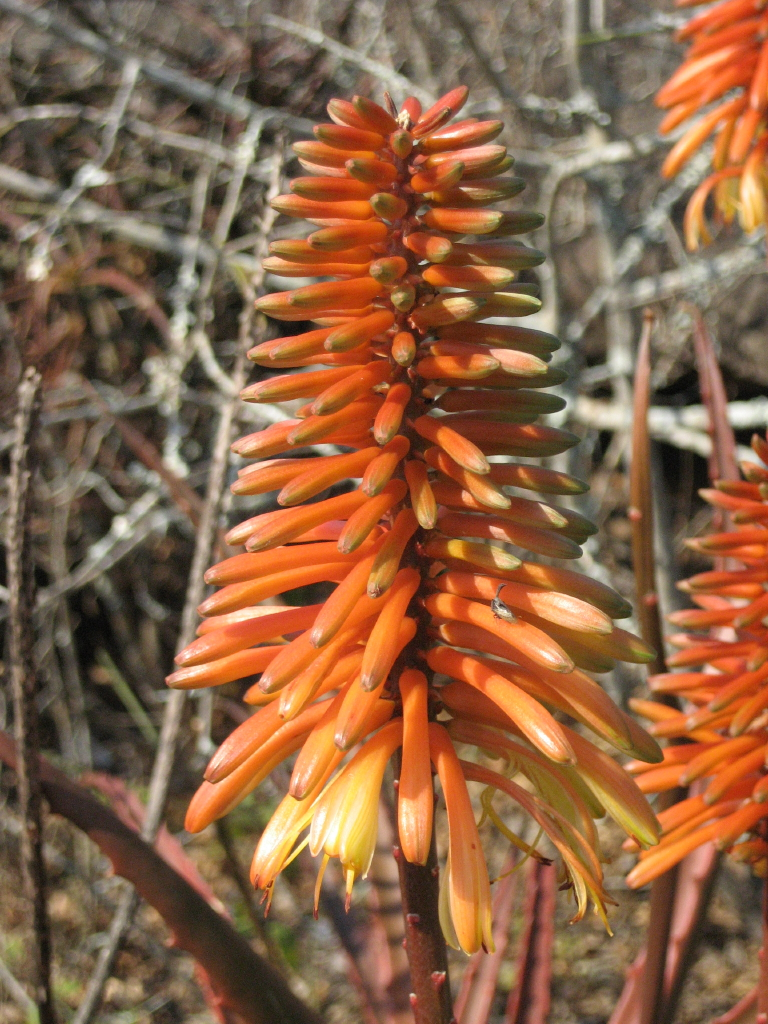
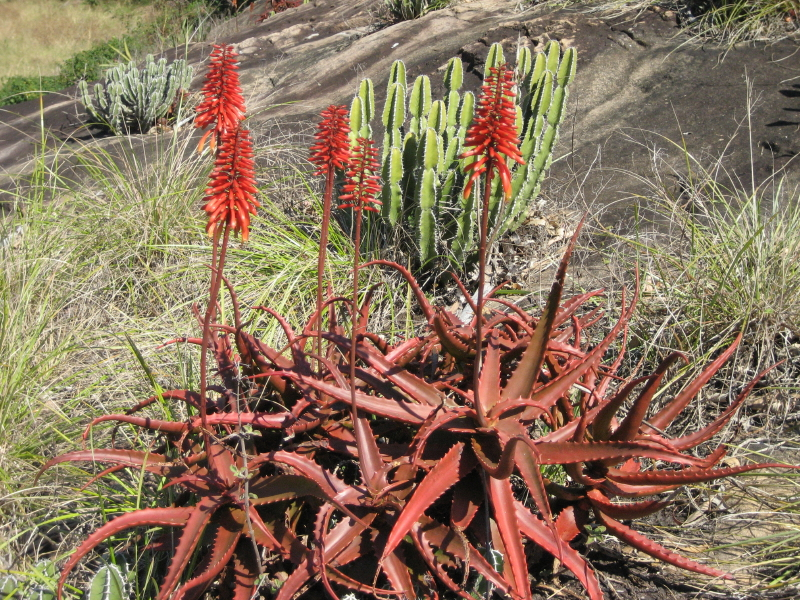
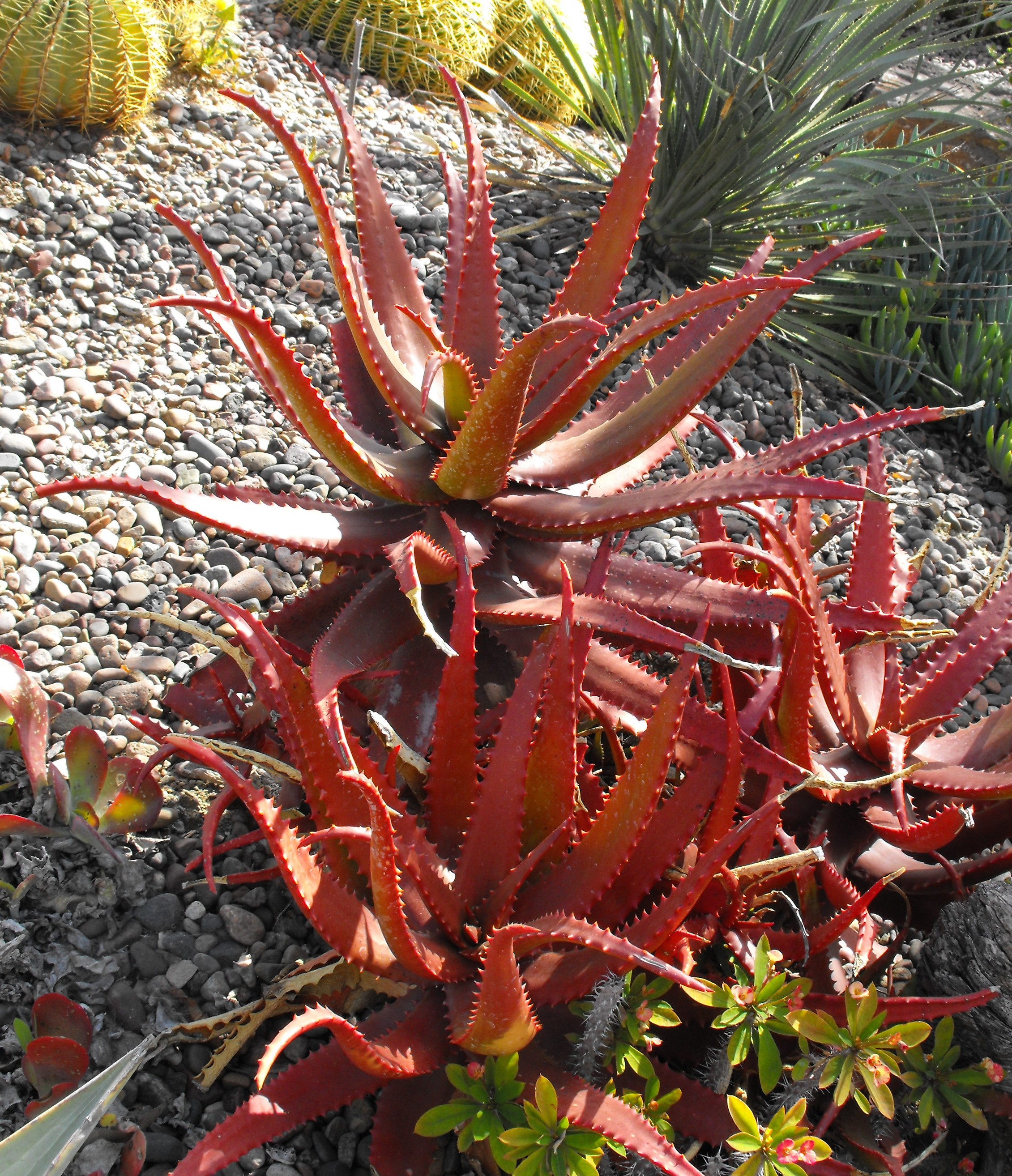
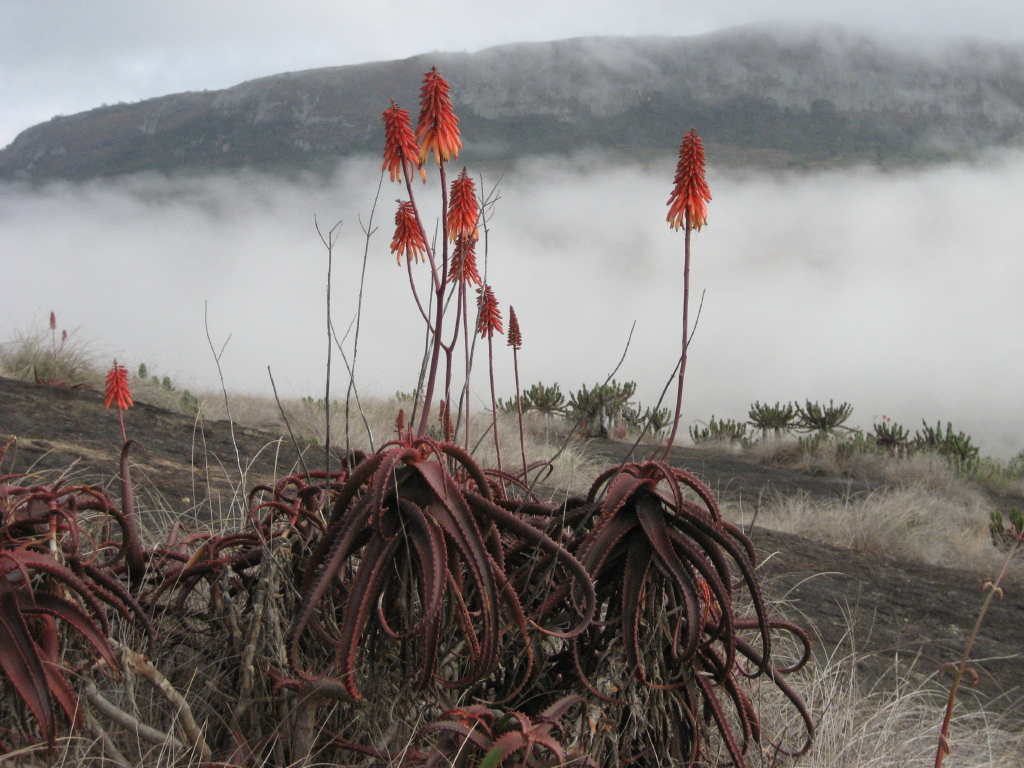